# Potoky
Potoky (in ungherese Pataki) è un comune della Slovacchia facente parte del distretto di Stropkov, nella regione di Prešov.